# سید حسن عیسی
سید حسن عیسی (انگلیسی: Sayed Hassan Issa؛ زادهٔ ۱۴ سپتامبر ۱۹۹۷) یک ورزشکار است.